# 食べられる食器

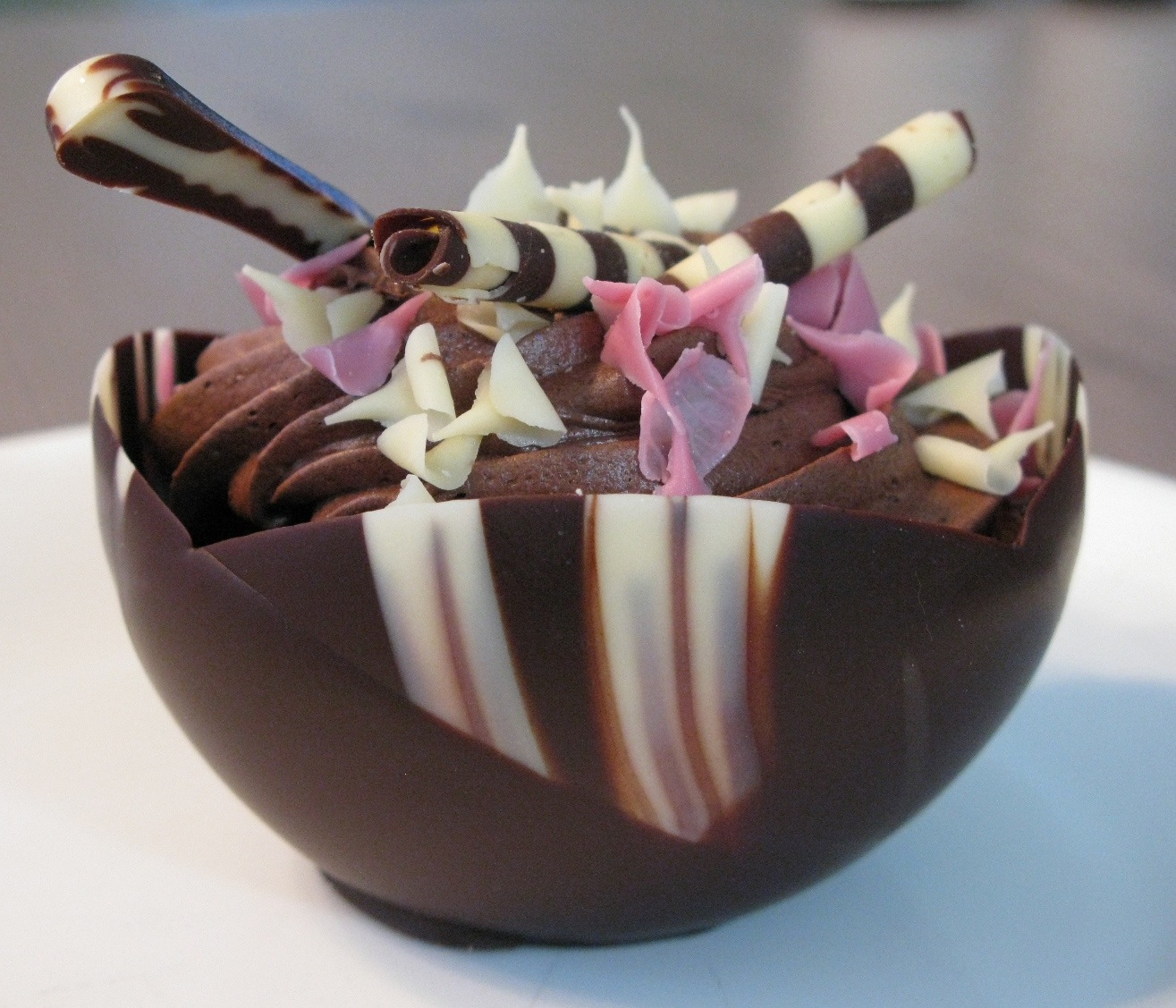
チョコレートのカップに盛り付けたチョコレートムースにチョコレートのストロー

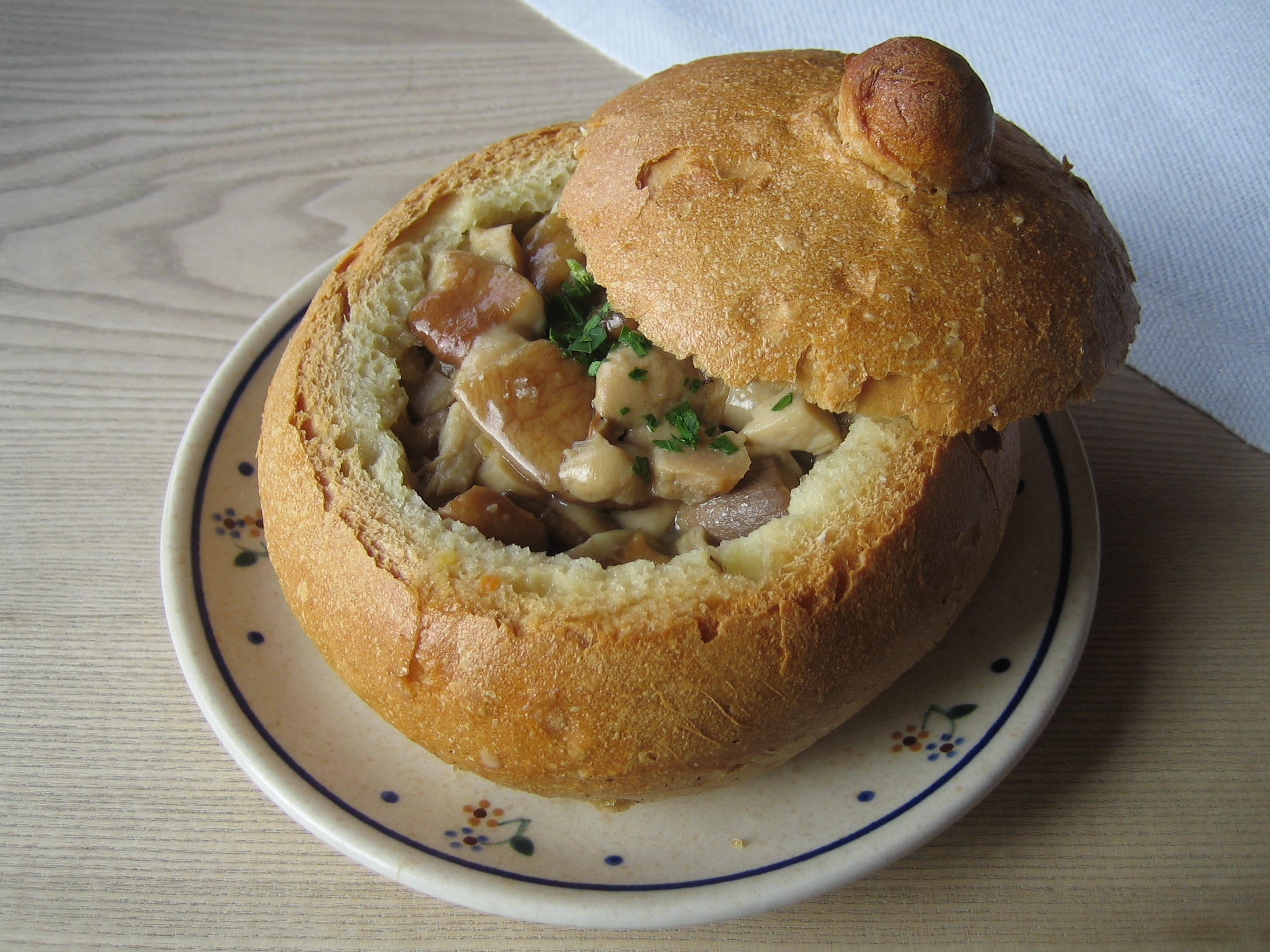
ブレッドボウルで提供されるポルチーニと麺のスープ

食べられる食器（たべられるしょっき）は、食することが可能な皿や飲み物用のグラス、調理器具、カトラリーなどである。
食べられる食器は自家製のものや、企業によって商品化されているものもある。

## 概要

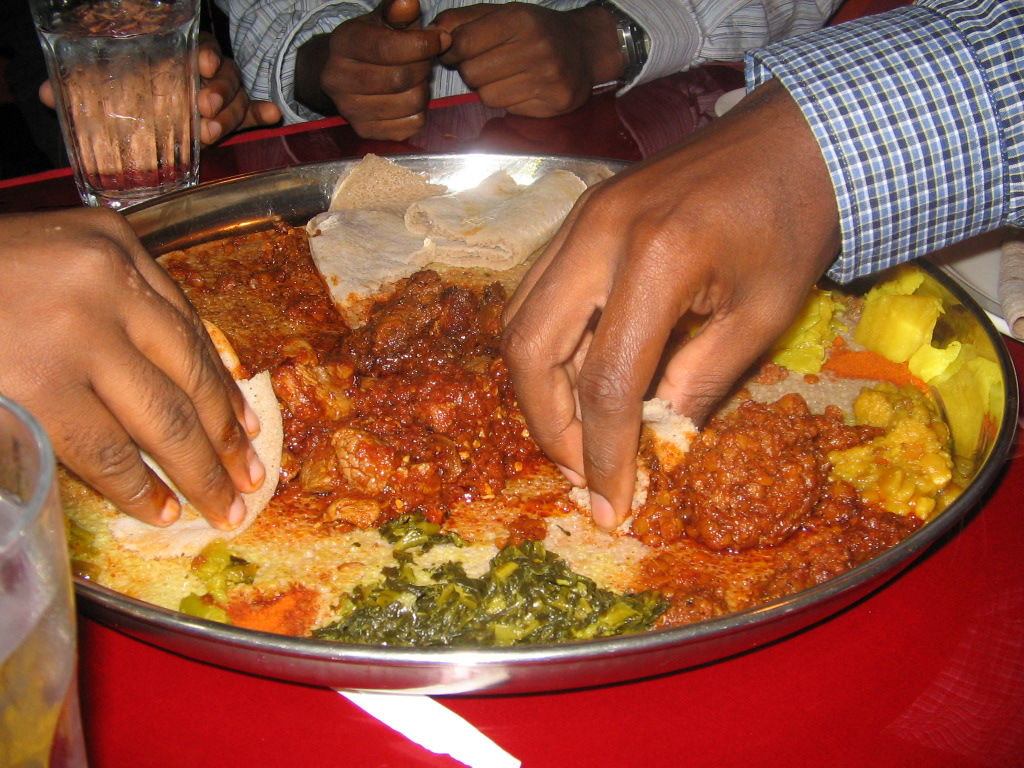
ワットをすくう道具として使われるインジェラ

食べられる食器はさまざまな食品を用いて手作りしたり、商品化されている。例えば、スライスしたセロリを箸にしたり、スープやクリームチーズなどをすくうのにも使用できる。キャベツの葉をスプーンにしたり、先をとがらせたにんじんスティックを串にしたりできる。中心部をくり抜いたパンをボウルとしてスープを入れたり、オーブンで焼いて成形したチーズは皿として利用できる。チョコレートも食べられる食器に加工できる。
西アフリカでは、フムスを食べるために平たいパンが使われることがある。インドでは、サンバールとダールを食べるためにチャパティという平たいパンが使われる。北アメリカおよび中央アメリカでは、トルティーヤはサルサや豆のスープなど様々な食べ物をすくう道具として使われる。クラッカー、コーンやトルティーヤチップス、クルーディテ、パンやチーズスティックなどの食品も食べられる食器として使われることがある。

## 歴史
砂糖ペーストを使用して調理されたカップ、ボウル、皿、大皿などの食用食器は少なくともエリザベス朝時代から使用されており、食用食器は富の象徴と考えられていた。1562年、ナイフ、フォーク、箸、スプーンなどの食用食器やカトラリーのレシピがアレクシウス・ペデモンタヌスによって出版されている。

## 包装
飴や寒天系のお菓子には、まれにオブラートが使用されることがある。デンプンから作られる包装材のため食用もできる。
例:ボンタンアメ・兵六餅・昆布飴など。